# Edificio Aboy

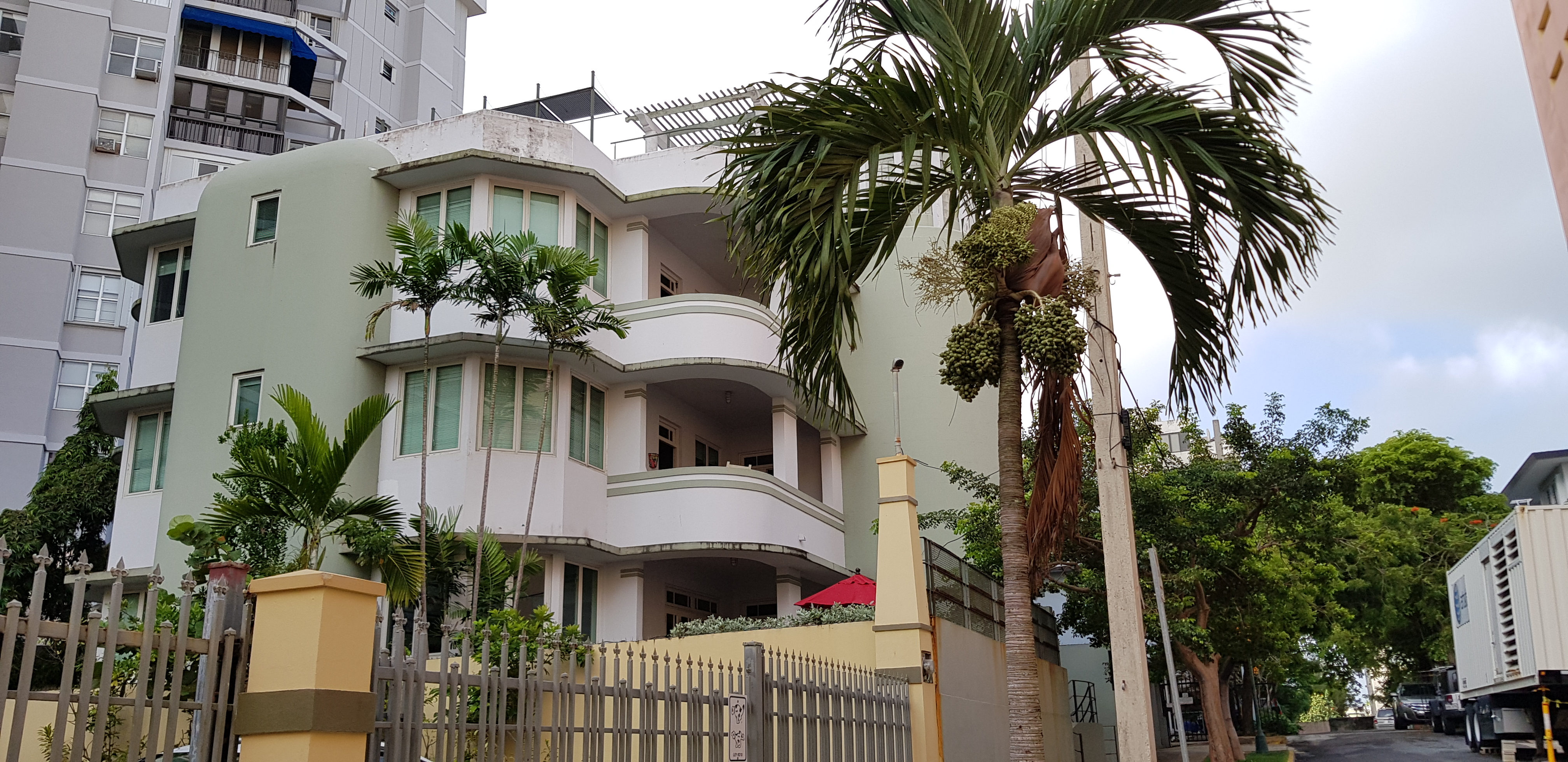
Edificio Aboy

O Edificio Aboy (também El Faro) é uma residência privada de três andares localizada em San Juan, na ilha de Porto Rico. Ele está localizado em Miramar, uma área de Santurce, que é um bairro de San Juan.
Feita de betão com detalhes em metal e madeira, a residência possui grandes janelas em todos os andares e varandas circulares que se curvam numa esquina do edifício. O Edificio Aboy é uma das melhores representações do estilo Art Déco na ilha de Porto Rico.